# Ghosts 'n Goblins
Ghosts 'n Goblins (Japans: 魔界村) is een computerspel dat werd ontwikkeld en uitgegeven door Capcom. Het spel kwam in 1985 uit als arcadespel. Later volgden releases voor de homecomputer. Het spel is een platformspel van het type side scrolling en bevat zes levels die elk in drie minuten voltooid moeten worden of de speler verliest een leven. Elk level stijgt de moeilijkheidsgraad. Het perspectief van het spel is in de derde persoon.

## Platforms
| Jaar | Platform                                                         |
| ---- | ---------------------------------------------------------------- |
| 1985 | Arcade                                                           |
| 1986 | Amstrad CPC, Commodore 64, NES, Commodore 16 Plus/4, ZX Spectrum |
| 1987 | DOS, PC-88                                                       |
| 1990 | Amiga, Atari ST                                                  |
| 1999 | Game Boy Color, WonderSwan                                       |
| 2002 | DoJa, Windows Mobile                                             |
| 2004 | Game Boy Advance                                                 |
| 2006 | BREW                                                             |
| 2007 | Virtual Console (Wii)                                            |
| 2013 | Virtual Console (3DS), PlayStation 3, Xbox 360                   |

Het spel behoorde ook tot de:
- Capcom Generations 2: Chronicles of Arthur (voor de PlayStation (Japan en Europa) en Sega Saturn (alleen Japan))
- Capcom Classics Collection (PlayStation 2 en Xbox)
- Capcom Classics Collection Reloaded (PSP)
- Capcom Arcade Cabinet (PlayStation 3 en Xbox 360)

## Ontvangst
| Beoordeeld door                | Platform       | Datum            | Score |
| ------------------------------ | -------------- | ---------------- | ----- |
| Daily Radar                    | Game Boy Color | 2000             | 100%  |
| Sinclair User                  | ZX Spectrum    | juli 1986        | 100%  |
| The Games Machine (GB)         | Commodore 64   | augustus 1990    | 95%   |
| Génération 4                   | NES            | 1987             | 83%   |
| Defunct Games                  | Wii            | 11 januari 2011  | 83%   |
| Pixel-Heroes.de                | Commodore 64   | januari 2004     | 80%   |
| IGN                            | Wii            | 14 januari 2011  | 70%   |
| Power Play                     | NES            | maart 1989       | 69%   |
| Portable Review                | Game Boy Color | 27 augustus 2006 | 62%   |
| ASM (Aktueller Software Markt) | Atari ST       | september 1990   | 50%   |